# Rudolf Engel-Hardt
Rudolf Engel-Hardt, eigentlich Rudolf Albert Engelhardt, (* 13. Juni 1886 in Leipzig; † 1968) war ein deutscher Grafiker, Illustrator und Schriftsteller.

## Leben
Er war der Sohn des Oberlehrers Albert Engelhardt aus Leipzig, der sich auch als Fachschriftsteller betätigte. Nach dem Besuch der Realschule ging er auf das Technikum für Buchdrucker und im Anschluss an die Staatliche Akademie für graphische Künste in Leipzig. Danach war er freischaffend als Grafiker, Maler, Radierer und auch als Schriftsteller und Stempelschneider tätig. Er arbeitete und schrieb unter dem Pseudonym Engel-Hardt. In seinen letzten Lebensjahren arbeitete er auch viel für Kinder und entwarf zum Beispiel das Quartettspiel Aus nah und fern. Eine Reise in Bildern durch viele Länder.

## Werke (Auswahl)
- Das Initial. Mäser, Leipzig 1912.
- Der Goldene Schnitt im Buchgewerbe im Buchgewerbe. Mäser, Leipzig 1919.
- Der Farbenreiz im Druckwerk, 1921.
- Der Briefkopf. Mäser, Leipzig 1926.
- Der Weg zum harmonischen Heim. 1926
- Von der Handpresse zu Rotationsmaschine. 1940.
- (mit Hans Petzsch): Schöne Tiere aus aller Welt. Leipzig 1958.